# Mihail Bogdanovič Barclay de Tolly
Knez Mihail Bogdanovič (Michael Andreas) Barclay de Tolly  (rusko Михаи́л Богда́нович Баркла́й-де-То́лли), ruski maršal in plemič škotskega rodu, * 1761, † 1818.
Barclay je bil poveljnik zahodne armade v domovinski vojni proti Napoleonu I. Ker je vodil strategijo strateškega umika, je postal nepriljubljen pri ljudstvu in dvoru, zato je bil odstavljen in na njegovo mesto je bil imenovan Kutuzov. Leta 1813 je poslal poveljnik vseh ruskih sil v Nemčiji, 1814 je bil pred Parizom povišan v maršala, naslednje leto pa je postal knez.
Bil je eden izmed pomembnejših generalov, ki so se borili med Napoleonovo invazijo na Rusijo; posledično je bil njegov portret dodan v Vojaško galerijo Zimskega dvorca.
Med letoma 1810 in 1813 je bil minister kopenskih sil Ruskega imperija.